# 소용돌이 공중부양

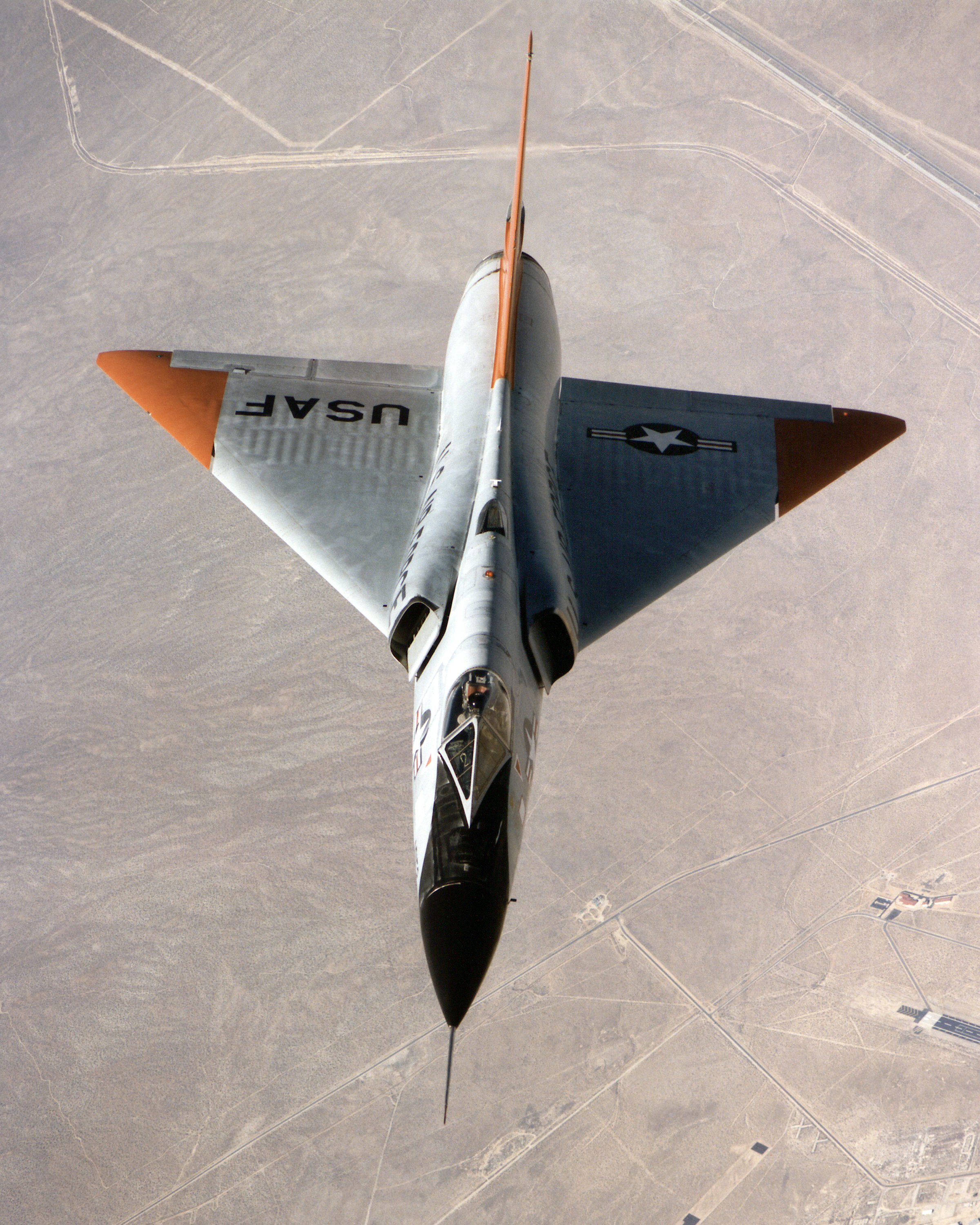
델타 날개의 F-106 군용비행기

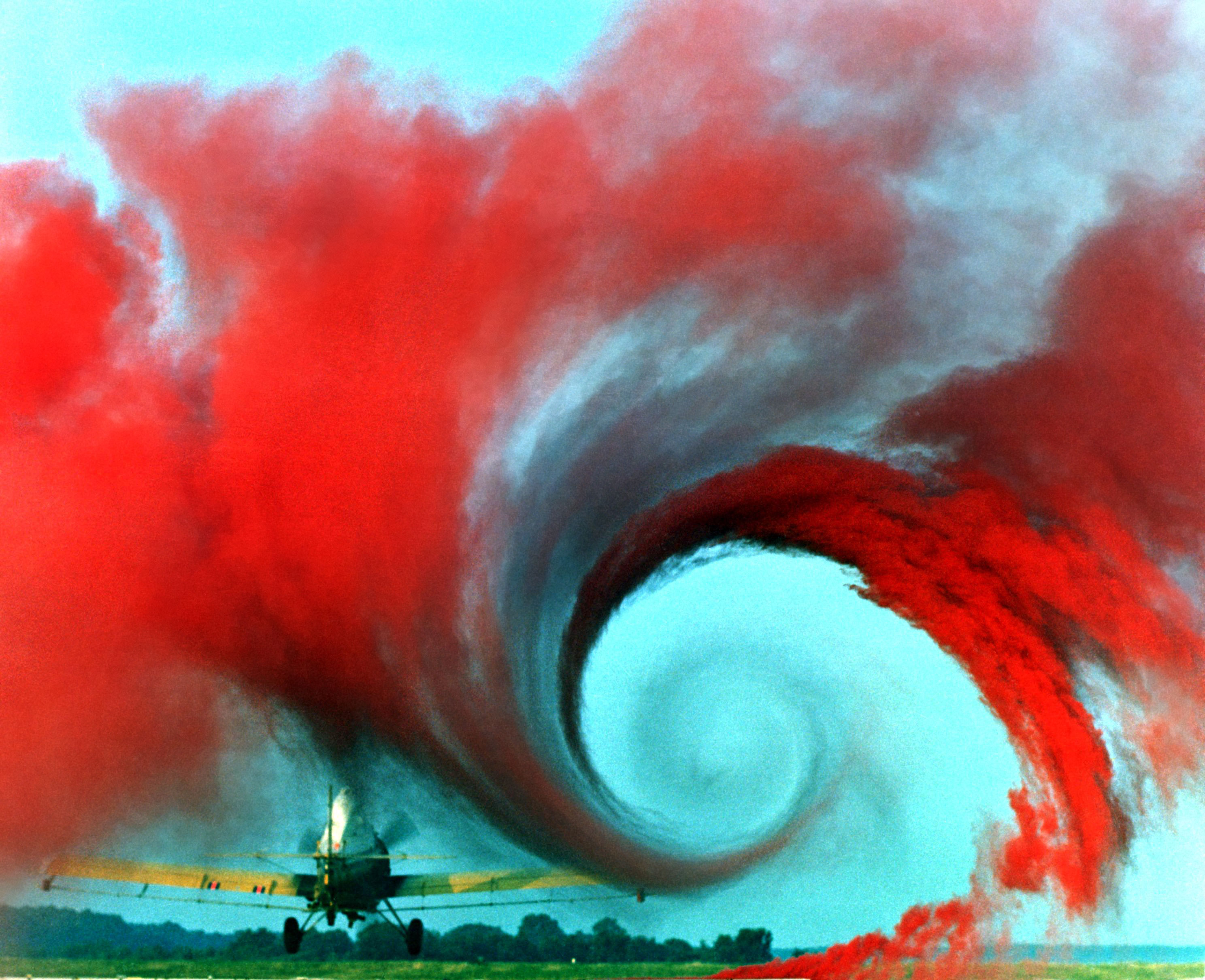
연기구름이 전형적인 날개 끝에 형성된 소용돌이를 보인다.

소용돌이 공중부양은 높은 받음각에서 작동하는 델타 날개에 의해 생성되는 공중부양의 형식이다.
소용돌이 공중부양의 작동원리는 날카롭게 움직이는 날개의 선단에서 발생한 소용돌이를 만들어서 작용한다는 것이다. 소용돌이는 날개의 선단에 거의 평행하게 형성되며, 공기 흐름에 의해 잡혀 있으며, 날개의 상면에 고정되어 남는다. 선단 주위의 공기 흐름이 잡혀있는 소용돌이 위로 흐른다. 그리고 아래 안쪽으로 당겨져 공중부양을 생성한다.
소용돌이 공중부양의 주요 장점은 정상적인 비행 날개를 막는 받음각을 허용하는 것이다. 그것이 공중부양을 하기 위해 날개의 만곡과 후진을 필요로 하지 않기 때문에, 소용돌이 공중부양은 대부분의 초음속 항공기의 착륙에 사용된다.
콩코드 비행기의 휜 기수는 조종사가 착륙시 기수 위를 볼 수 있게 허여하기 위해 만들어졌다. 그때는 비행기의 받음각이 높아지지 않는다.
소용돌이 공중부양의 단점은 소용돌이 공중부양이 발생시키는 끌림이다. 소용돌이는 대부분의 항공기 그리고 소용돌이 공중부양을 이용할 때 큰 소용돌이의 끌림의 주요 원인이다.
이것은 실제로 착륙할 때는 이점으로 고려될 수 있다.

## 같이 보기
- 비행익상 소용돌이